# 제10회 부산국제영화제
제10회 부산국제영화제는 2005년 10월 6일부터 2005년 10월 14일까지 열린 영화제이다. 부산 해운대, 남포동에서 개최되었으며 사회자는 한석규, 강수연, 안성기, 장미희이다.

## 수상

### 뉴 커런츠상
- 망종 - 장률 수상

### 선재상
- 처용의 다도 - 정용주 수상
- 뜨거운 차 한 잔 - 김영남 수상

### 운파상
- 꼬레엥 2495 - 하준수 수상
- 안녕, 사요나라 - 김태일, 카토 쿠미코 수상

### 넷팩상 (아시아영화진흥기구상)
- 용서받지 못한 자 - 윤종빈 수상

### 국제영화평론가 협회상
- 용서받지 못한 자 - 윤종빈 수상

### PSB 영화상
- 용서받지 못한 자 - 윤종빈 수상

### 올해의 아시아 영화인상
- NHK 수상

### 한국영화공로상
- 디터 코슬릭 수상
- 티에리 프레모 수상

### 아시아 영화의 창
- 내 곁에 있어줘 - 에릭 쿠
- 블루 차차 - 청 원탕
- 동굴에서 나온 누렁 개 - 비암바수렌 다바아
- 시티즌 독 - 위시트 사사나티엥
- 둑 길 - 리 위
- 장한가 - 관금붕
- 픽스 - 야마오카 노부다카
- 나비드의 꿈 - 아볼파즐 잘릴리
- 풍운아 기에 - 리리 리자
- 길라네 - 락샨 바니 에테마드
- 나에게 표창장을 줘요 - 황젠신
- 홀드 업 다운 - 다나카 히로유키
- 철의 섬 - 모하메드 라술로프
- 조니의 약속 - 안와르 조코
- 절망으로부터의 귀환 - 함 트란
- 린다 린다 린다 - 야마시타 노부히로
- 로프트 - 구로사와 기요시
- 막달레나 - 로리스 길렌
- 안개 속의 기억 - 부다뎁 다스굽타
- 택시 운전수의 사랑 - 콩데이 자투란라스미
- 몽골리언 핑퐁 - 닝 하오
- 달은 다시 떠오른다 - 배다해
- 나바라사, 제 3의 성 - 산토시 시반
- 사랑과 달걀에 관한 이야기 - 가린 누그로호
- 파르자니아 - 라울 돌라키아
- 네 여자의 수다 - 잉 닝
- 오페레타 너구리 저택 - 스즈키 세이준
- 사라탄 - 어니스트 압디자파로프
- 섹스와 철학 - 모흐센 마흐말바프소노 시온
- 해바라기(영어판) - 장양
- 탕탕 - 장 한즈
- 틴 마인 - 지라 말리쿤
- 기다림 - 라시드 마쉬라위
- 아쉬람 - 디파 메타
- 흔들리는 구름 - 차이밍량
- 윌로우 트리 - 마지드 마지디
- 월요일 아침의 천국 - 우밍진

### 새로운 물결
- 피터팬의 공식 - 조창호
- 빅 리버 - 후나하시 아츠시
- 망종 - 장률
- 그대와 함께한 여름 - 시에 동
- 쓰레기 시인 - 모함마드 아흐마디
- 정적에 이르는 방법 - 자하르 카눙고
- 인어공주와 구두 - 리 윤찬
- 성스러운 돌 - 페마 체덴
- 썬데이 서울 - 박성훈
- 용서받지 못한 자 - 윤종빈
- 땅 위에 쓴 글 - 알리 모하마드 가세미

### 한국영화의 오늘 - 파노라마
- 외출 - 허진호
- 달콤한 인생 - 김지운
- 혈의 누 - 김대승
- 활 - 김기덕
- 주먹이 운다 - 류승완
- 형사 Duelist - 이명세
- 다섯은 너무 많아 - 안슬기
- 다섯 개의 시선 - 장진,류승완,정지우,김동원,박경희
- 연애 - 오석근
- 러브 토크 - 이윤기
- 그때 그사람들 - 임상수
- 역도산 - 송해성
- 비단구두 - 여균동
- 팔월의 일요일들 - 이진우
- 친절한 금자씨 - 박찬욱
- 극장전 - 홍상수
- 개와 늑대 사이의 시간 - 전수일
- 달려라 장미 - 김응수
- 웰컴 투 동막골 - 배종

### 한국영화회고전
- 1950년 4시 - 이만희
- 검은 머리 - 이만희
- 쇠사슬을 끊어라 - 이만희
- 마의 계단 - 이만희
- 휴일 - 이만희
- 돌아오지 않는 해병 - 이만희
- 귀로 - 이만희
- 군번없는 용사 - 이만희
- 원점 - 이만희
- 물레방아 - 이만희

### 월드 시네마
- 4 - 일리아 크르자노프스키
- 5x2 - 프랑소와 오종
- 천사의 추락 - 세미 카플라노글루
- 브로큰 플라워 - 짐 자무쉬
- 더 차일드 - 장 피에르 다르덴
- 차이나맨 - 헨리크 루벤 겐즈
- 태양의 도시 - 마틴 슐리크
- 집으로 - 달리아 하거
- 차가운 샤워 - 앙토니 코르디에
- 컨벤셔니어즈 - 모라 스티븐즈
- 다크 호스 - 다구르 카리
- 라자레스쿠씨의 죽음 - 크리스티 푸이유
- 아르헨티나, 나를 위해 울어 주나요? - 배연석
- 추락 - 프레드 켈레멘
- 신들의 숲 - 알지만타스 푸이파
- 로라 - 아이라 잭스
- 얼어붙은 땅 - 아쿠 로히미스
- 유령 - 크리스티안 페촐트
- 무덤 위의 도약 - 얀 치트코비치
- 건지 - 나누크 레오폴드
- 영웅 - 제제 감보아
- 히든 - 미카엘 하네케
- 인질 - 콘스탄틴 지아나리스
- 나의 이름은 - 도로타 케드지에르자브스카
- 킬로미터 제로 - 히너 사림
- 레밍 - 도미니크 몰
- 천국으로 가는 여행 - 발타자르 코루마쿠르
- 로스트 앤드 파운드 - 스테판 아르세니예비치
- 만덜레이 - 라스 폰 트리에
- 차밍스쿨 & 볼룸댄스 - 랜달 밀러
- 마스터 - 피오트르 트자스칼스키
- 9일간의 기도 - 베르나르 에몽
- 오데트 - 주앙 페드로 로드리게스
- 한번 태어나면 숨을 곳이 없다 - 마르코 튤리오 지오르데이너
- 유럽에서의 하루 - 하네스 스퇴르
- 천국을 향하여 - 하니 아부 아사드
- 반갑지 않은 사람 - 크지쉬토프 자누쉬
- 퀸즈 - 마누엘 고메즈 페레이라
- 붉은 문 - 조지아 리
- 꿈의 상점 - 페터 우르블라
- 슬리퍼 에이전트 - 벤야민 하이젠베르크
- 소피 숄의 마지막 날들 - 마르크 로테문트
- 빼앗긴 시선 - 라도슬라프 니콜로프 스파쇼프
- 여름 결혼식 - 목타르 라지미
- 티빌리시 티빌리시 - 레반 자카레이쉬빌리
- 타임 투 리브 - 프랑수와 오종
- 매장되지 않은 남자 - 마르타 메자로스
- 선택 받은 땅 - 에얄 할폰
- 콧수염 없는 남자 - 흐르보예 흐리바르
- 빌렌브로크 - 안드레아스 드레센
- 조조 - 요제프 파레스
- 카르멘 - 마크 돈포드 메이
- 호텔 르완다 - 테리 조지
- 내 심장이 건너뛴 박동 - 자크 오디아르
- 사랑하기 위한 용기 - 끌로드 를르슈
- 나의 곁으로 - 클레먼트 버고
- 돈 컴 노킹 - 빔 벤더스
- 삶의 가장자리 - 벤트 해머

### 와이드 앵글
- 이별가 - 이키 노리히로
- 강의 끝은 어디인가 - 아리야 춤사이
- 야스퍼 - 마르텐 바르크발
- 점프 보이즈 - 린유쉰
- 리틀 빅 마우스 - 야니크 하스트럽
- 외로운 달 - 소 스텔라
- 마인드 게임 - 유아사 마사아키
- 나의 747 - 허우 치얀
- 베트남 심포니 - 톰 주브리키
- 전쟁영화 - 유채목
- 유태인 청년 - 토니 크라위츠
- 3인3색 러브 스토리 - 사랑 즐감 - 정윤철, 김태균, 곽재용
- 노가다 - 김미례
- 후용리 공연예술단 노뜰 - 박선욱
- 처용의 다도 - 정용주
- 세 친구 - 아딧야 아사랏
- 성난 승려 - 루크 쇠들러
- 안녕, 사요나라 - 김태일, 카토 쿠미코
- 사과 - 김민숙
- 백 보컬 - 모지타바 미르타마숩
- 아름다운 남자 - 두 하이빈
- 사자의 서 - 가와모토 기하치로
- 뜨거운 차 한 잔 - 김영남
- 쇼로 - 미카 카우리스마키
- 부라보! 김순봉 - 정승구
- 잘못된 속삭임 - 로이스톤 탄
- 차이니즈 레스토랑 : 라틴 패션 - 척 C. 콴
- 사진의 도시 - 니쉬타 자인
- Climax - 이민재
- 꼬레엥 2495 - 하준수
- 이스탄불의 소리 - 파니 아킨
- 디어 평양 - 양영희
- 독재자의 컷 - 요우니 호카넨, 시모유까 뤼뽀
- 불로장생약 - 마춘푸
- 필. 링 - 강원석
- 손오공 파이어볼 - 왕 퉁
- 플라워 걸 - 라잔 코사
- 생리해서 좋은 날 - 김보정
- 집중의 순간 - 지아장커
- 가리베가스 - 김선민
- 가다 - 팔레스타인의 노래 - 후루이 미즈에
- 경품 - 노승수
- 그레이스 리 프로젝트 - 그레이스 리
- 장님은 무슨 꿈을 꿀까요 - 유지태
- 독립영화인 국가보안법 철폐 프로젝트 - 최진성, 윤성호, 김진열, 김경만, 이훈규, 허경
- 카라, 나무의 딸 - 에드윈
- 마지막 농사꾼 - 옌 란추안, 주앙 이쳉
- 신비한 세탁기 - 이윤찬
- 마마상 - Remember Me This Way - 조혜영, 김일란
- 심야 영화 - 스튜어트 사무엘스
- 이주 노동자들은 테러리스트가 아니다 - 요우니 호카넨, 시모유까 뤼뽀
- 사라짐의 양식 - 김기훈
- 한국 영화의 르네상스 - 위베르 뇨그레
- 이렇게는 계속할 수가 없어요 - 윤성호
- 오프 비트 - 모지타바 미르타마숩
- 눈부신 하루 - 민동현,김종관,김성호
- 아빠 - 이수진
- 사랑의 행로 - 모르테자 아하디
- 퍼니 펫츠 - 류지 마즈다
- 조용한 여름 - 후지타 슈헤이
- 호흡 - 호 위딩
- 샌프란시스코 블루스 - 허인
- 소파 풍경 - 제임스 레옹
- 마스크 속, 은밀한 자부심 - 노덕
- 공중 화장실 - 그리무르 하코나르슨
- 간이역 - 치엔 핑 린
- 이동식 볶음국수집 - 바니 야민
- 스타 비즈니스 - 도로테 베너
- 택시 블루스 - 최하동하
- 티 데이트 - 박미나
- 몰랐던 것들 - 김재식
- 마틸드를 향하여 - 클레어 드니
- 두 개의 여행과  커피 - 미즈모토 히로유키
- 나그네 - 이고르 스트렘비츠키
- 호루라기 - 정영호
- 에로틱 번뇌보이 - 최진성, 윤성호, 김진열, 김경만, 이훈규, 허경
- 고향의 하늘 - 메르세데스 알바레즈
- 아시아 영화의 외침 - 정영아
- 보스니아 다이어리 - 후아킴 사피뇨
- 온 더 로드, 투 - 김태용
- 후세인 사브지안의 영화학교 - 아자데 아클라기

### 크리틱스초이스
- 시네마와 아스피린 - 마르셀로 고메스
- 델웬데 - S. 피에르 야메오고
- 좋은 배우 - 신연식
- 화성 - 안나 멜리키안
- 호다대미 - 한다교
- 보이지 않는 사랑 - 티에리 주스
- 저자세 - 크리스토프 호흐호이슬러
- 미 앤 유 앤 에브리원 - 미란다 줄라이
- 도자기 인형 - 페트르 가르도스
- 유메노 - 카마다 요시타카

### 오픈 시네마
- 베오울프와 그렌델 - 스툴라 구나르손
- 파란 우산 - 바샬 바라와지
- 신화 - 진시황릉의 비밀 - 당계례
- 로보트 태권브이 90 - 김청기
- 별이 된 소년 - 카와케 슌사쿠
- 투 브라더스 - 장 자크 아노

### PIFF추천아시아걸작선
- 미친 과실 - 나카히라 코우
- 대로 - 손유
- 봄베이 - 마니 라트남
- 양자 - 악탄 압디칼리코프
- 완령옥 - 관금붕
- 변화하는 마을 - 레스트 제임스 페리에스
- 클로즈업 - 압바스 키아로스타미
- 소 - 다리우스 메흐르지
- 신들의 깊은 욕망 - 이마무라 쇼헤이
- 용문객잔 - 호금전
- 연연풍진 - 허우 샤오시엔
- 부운 - 나루세 미키오
- 강 위의 여자 - 당나밍
- 하녀 - 김기영
- 코시 바 코시 - 바크티아르 쿠도이나자로프
- 마지막 휴일 - 아미르 카라쿨로프
- 표범 - 나빌 말레
- 네온 불빛 속의 마닐라 - 리노 브로카
- 순수의 순간 - 모흐센 마흐말바프
- 미스터 숌 - 므리날 센

### 특별전
- 어두운 하늘 - 라타나 페스톤지
- 고단한 삶 - 소흐랍 샤히드 살레스
- 블랙 실크 - 라타나 페스톤지
- 늙은 철도원의 조용한 삶 - 소흐랍 샤히드 살레스
- 달지 않은 설탕 - 라타나 페스톤지
- 남자 이야기 - 테그 카리야
- 모기장 뒤에서 - 테그 카리야
- 시골 호텔 - 라타나 페스톤지
- 말의 계절 - 닝 차이
- 3개의 주사기 - 톰 피츠제럴드
- 베텔넛 거래하기 - 크리스 오웬
- 유리의 사도 - 김수진
- 17세의 여름 - 찬 윙치우
- 우주를 꿈꾸며 - 알렉세이 유치텔
- 룩 보스 웨이즈 - 사라 와트
- 모텔 - 마이클 강
- 침묵의 신부 - 탄 기아 도안
- 먼 곳에서 온 소식 - 리카르도 베넷
- 새장 - 그레이엄 스트리터
- 리버 퀸 - 빈센트 워드
- 알 수 없는 나의 운명 - 아우구스토 타마요 산 로만
- 자갈길 - 디팍 쿠마란 메논
- 플레이 - 알리시아 셜슨
- 마이 스페이스 - 위팃 쿰스라꺼우
- 막달레나 - 로리스 길렌
- 날으는 물고기 - 쳉 원첸
- 친구와 연인 사이 - 루디 소자르워
- 방문자 - 신동일
- 마법사들 - 송일곤
- 임신 - 장밍
- 잠복 - 박찬옥
- 리버사이드 - 알리레자 아미니
- 봄의 눈 - 유키사다 이사오
- 태풍태양 - 정재은
- 파란 차 - 오쿠하라 히로시
- 삶의 한 방식 - 엠마 아산테
- 사랑이 찾아온 여름 - 파벨 포리코브스키
- 요리사, 도둑, 그의 아내 그리고 그녀의 정부 - 피터 그리너웨이
- 영국식 정원 살인 사건 - 피터 그리너웨이
- 차례로 익사시키기 - 피터 그리너웨이
- 함부르크 강습소 - 안토니아 버드
- 털시 루퍼 스토리 - 피터 그리너웨이
- 티켓 - 압바스 키아로스
- 베라 드레이크 - 마이크 리
- 하나의 Z와 두 개의 O - 피터 그리너웨이
- 로버트 카마이클의 엑스터시 - 토머스 클레이